# Nazario S. Ortíz Garza
Nazario Silvestre Ortíz Garza (* 31. Dezember 1893 in Saltillo, Coahuila; † 10. Oktober 1991 in Mexiko-Stadt) war ein mexikanischer Politiker der Partei der Institutionalisierten Revolution PRI (Partido Revolucionario Institucional) und Wirtschaftsmanager, der unter anderem von 1929 bis 1933 Gouverneur des Bundesstaates Coahuila sowie von 1946 bis 1952 Minister für Ernährung und Landwirtschaft (Secretario de Agricultura y Fomento) war.

## Leben
Ortíz Garza, Sohn des Kleinunternehmers Nazario Silvestre Ortíz González und dessen Ehefrau Guadelupe de la Garza y Garza, besuchte die öffentliche Schule Nr. 2 in seiner Geburtsstadt Saltillo bis zum Alter von 14 Jahren und begann 1907 zu arbeiten. Das Ateneo Fuente verließ er ohne Abschluss, kämpfte während der Revolution von 1915 bis 1917 unter dem Kommando von General Francisco Murguía und war 1917 Lieferant für militärische Verbände in Coahuila. Seine politische Laufbahn begann, als er 1920 Mitglied des Stadtrates von Torreón wurde, dessen Bürgermeister er erstmals zwischen 1922 und 1923 war. 1923 kandidierte er zwar erfolgreich für einen Sitz im Abgeordnetenhaus (Cámara de Diputados) des Kongresses der Union (Congreso de la Union), trat dieses Mandat jedoch nicht an. 1924 fungierte er als Wahlkampfmanager seines Mentors Manuel Pérez Treviño bei dessen erfolgreicher Kandidatur für das Amt des Gouverneurs des Bundesstaates Coahuila und wurde selbst 1925 zum Mitglied der Legislativversammlung des Bundesstaates gewählt, dessen Präsident er zeitweise war. 1926 wurde er zum Bürgermeister von Torréon ernannt und bekleidete dieses Amt nach seiner Wahl zwischen 1927 und 1928, ehe er 1928 zum Bürgermeister seiner Geburtsstadt Saltillo ernannt wurde.
Bei den Gouverneurswahlen 1929 konnte sich Ortíz Garza gegen Vito Alessio Robles durchsetzen und löste am 1. Dezember 1929 Bruno Neira González als Gouverneur des Bundesstaates Coahuila ab und bekleidete dieses Amt bis zum 30. November 1933, woraufhin Jesús Valdés Sánchez sein Nachfolger wurde. Danach wurde er 1934 Mitglied des Senats (Senado de México) des Kongresses der Union und vertrat in diesem bis 1940 den Bundesstaat Coahuila. Später war er zwischen 1943 und 1946 Generaldirektor der Nahrungsmittelgesellschaft Compañía Nacional de Subsistencias Populares (CONASUPO).
Nach der Wahl von Miguel Alemán Valdés zum Präsidenten wurde Ortíz Garza von diesem am 1. Dezember 1946 zum Minister für Ernährung und Landwirtschaft (Secretario de Agricultura y Fomento) in dessen Kabinett berufen und bekleidete dieses Amt bis zum Ende von dessen Amtszeit am 30. November 1952. Neben seiner politischen Laufbahn war er als Winzer tätig und gründete 1947 das Unternehmen Viñedos Ribier. In einer Aktion gegen Alemánistas, die Anhänger des früheren Präsidenten Alemán Valdés, kam es 1953 zur Enteignung von seinem Grundbesitz in Tampico, worüber auch The New York Times berichtete. 1954 gründete er das Weinbauunternehmen Compañía Vinícola de Aguascalientes und fungierte zwischen 1954 und 1963 erstmals sowie von 1967 bis 1971 erneut als Präsident der Nationalen Vereinigung der Traubenzüchter.
Sein Bruder Francisco Ortíz Garza war zwischen 1931 und 1932 ebenfalls Bürgermeister von Torréon.

## Hintergrundliteratur
- Mauro Tovar Monsiváis: Nazario S. Ortiz Garza. El Sembrador. 2007[7]